# چا هوا یون
چا هوا یون (کره‌ای: 차화연؛ زادهٔ چا هاک کیونگ در ۱۲ فوریه ۱۹۶۱) بازیگر اهل کره جنوبی است. از آثاری که در آنها ایفای نقش کرده‌است می‌توان به وسوسه یک فرشته و دلم برات تنگ شده اشاره کرد.